# Szentpéteri Györgyi

Felkai Anikó, Szentpéteri Györgyi, Schmidt Bea

Szentpéteri Györgyi (1942. április 9. –) magyar modell, sztármanöken, az Első Magyar Feltétel Nélküli Alapjövedelemért Egyesület elnöke.

## Élete

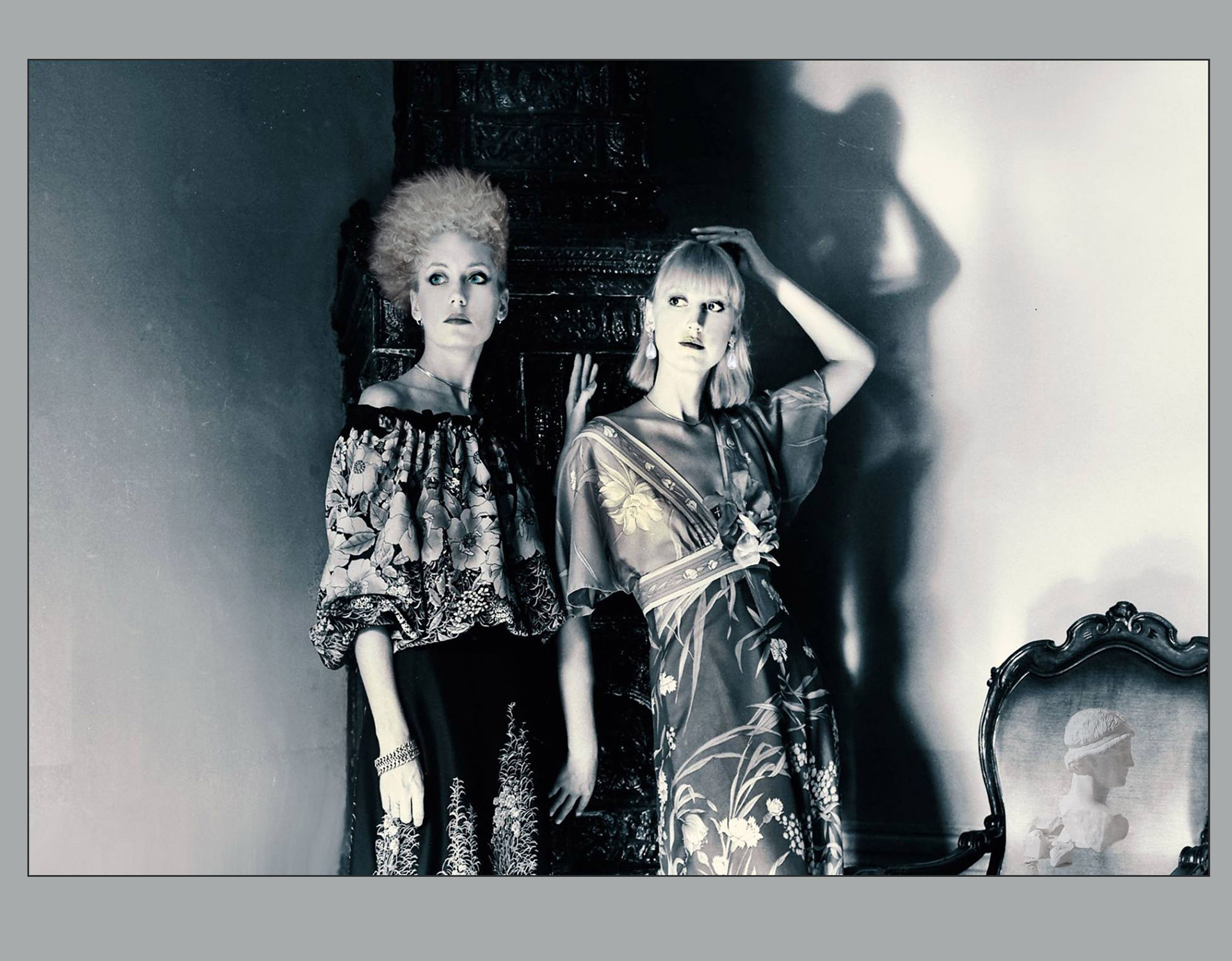
Schmidt Bea és Szentpéteri Györgyi

Cipőtervezést tanult, később ez lett a szakmája, vezető beosztásban. A Marxizmus-Leninizmus Esti Egyetem hallgatója volt. Az 1970–80-as évek egyik kiemelkedő modellje. Több évtizeden keresztül volt sikeres manöken, fotómodell, modell. Itthon és külföldön egyaránt szerepelt bemutatókon. Különböző újságok címlapján, belső oldalain szerepelt rendszeresen, így például az Ez a Divat újságban is. 
A „Budapest  szépe”  fővárosi szépségverseny második helyezettje volt 1957 augusztusában.
1976-ban részt vett a hvari Modefest International nemzetközi divatfesztiválon Schmidt Bea, Csató Mari és Lantos Piroska manökennel együtt. Az egy hétig tartó divatbemutatón Magyarországot a Magyar Divat Intézet és az OKISZ Labor képviselte, 50 modellel. Nemcsak magyar ruhákat mutattak be a manökenek itt, erős mezőnyben (77 manöken volt), hanem egymás után kérték fel őket a külföldi cégek a ruháik bemutatására, például Nina Ricci- és svéd ruhákat mutattak be a magyar manökenek.
Szentpéteri Györgyi a Magyar Divat Intézet cipő- és bőrdíszmű-stúdiójának vezetője is volt.
Bőr-cipő labor vezetője volt a Fővárosi Kézműipari Vállalatnál, illetve művészeti tanácsadóként dolgozott az Iparművészeti Vállalatnál.
Jelenleg (2018) az  Első Magyar Feltétel Nélküli Alapjövedelemért Egyesület elnöke.